# Seth Ambroz
Seth Ambroz, född 1 april 1993 i New Prague, Minnesota, är en amerikansk före detta professionell ishockeyspelare.